# Hans Grieder
Hans Grieder est un gymnaste suisse né le 12 novembre 1901 et mort le 31 octobre 1995.

## Carrière
Hans Grieder participe à toutes les épreuves de gymnastique aux Jeux olympiques d'été de 1924 à Paris et remporte une médailles de bronze au concours général par équipes. Grieder est aussi présent aux  Jeux olympiques d'été de 1928 à Amsterdam et est sacré champion olympique au concours général par équipes.
Il est aussi sacré champion du monde au concours général par équipes aux Championnats du monde de gymnastique artistique 1934 à Budapest.